# Islamologi
Islamologi, läran om islam, är en akademisk disciplin och ett religionsvetenskapligt forskningsämne där islamisk kultur, historia och religion studeras.
I Sverige introducerades ämnet på 1980-talet av Jan Hjärpe. För närvarande[när?] i Sverige finns islamologi som professur endast på Lunds universitet men ämnet undervisas även på Södertörns högskola, Stockholms universitet och Göteborgs universitet. Den som bedriver forskning inom islamologi kallas islamolog.